# دکسکام
دکسکام (انگلیسی: Dexcom) شرکت تجهیزات پزشکی آمریکایی است، که در سال ۱۹۹۹ تأسیس شد.